# Liptovská Teplička
Liptovská Teplička (do 1927 r. Teplička, niem. Zeplitschke, węg. Teplicska) – wieś (obec) na Słowacji położona w kraju preszowskim, w okręgu Poprad. Pierwsze wzmianki o miejscowości pochodzą z roku 1634.
Według danych z dnia 31 grudnia 2010, wieś zamieszkiwały 2373 osoby, w tym 1204 kobiety i 1169 mężczyzn.
W 2001 roku rozkład populacji względem narodowości i przynależności etnicznej oraz religijnej wyglądał następująco:
- Słowacy – 84,58%
- Romowie – 14,84%
- Polacy – 0,09%
- Czesi – 0,04%
- Węgrzy – 0,04%

- katolicy – 99,12%
- ewangelicy – 0,04%
- przynależność niesprecyzowana – 0,53%
- niewierzący – 0,26%

## Kultura
We wsi jest używana gwara przejściowa słowacko-czadecka. Gwara czadecka jest zaliczana przez polskich językoznawców jako gwara ze zmieszanymi elementami dialektów małopolskiego i śląskiego języka polskiego, przez słowackich zaś jako gwara przejściowa polsko-słowacka.